# Pandora (entreprise)
Pour les articles homonymes, voir Pandora.
Pandora est un créateur et fabricant danois de bijoux fondé en 1982 par Per et Winnie Enevoldson, un couple d'orfèvres danois.
La marque est connue pour ses bijoux personnalisables et leurs charms qui représentent la majorité de son chiffre d'affaires. L'ensemble des collections est imaginé à Copenhague, et produit dans les deux manufactures situées en Thaïlande. Les bijoux sont ainsi commercialisés dans plus de 6 500 points de vente répartis dans plus de 100 pays .
La société est cotée en bourse, au NASDAQ de Copenhague et a généré un chiffre d'affaires de 26,5 milliards de DKK (3,6 milliards d'euros) en 2022.
Pandora est la 1re marque de bijoux au monde en volume et la 3e en valeur après Cartier et Tiffany & Co.

## Fondation
À l'époque de sa fondation, en 1982, Pandora est une petite orfèvrerie de Copenhague. Per et Winnie Enevoldson, le couple de fondateurs, capitalise sur le savoir-faire joaillier de bijoux conçus et produits en Thaïlande. Ils se lancent dans la vente en gros ; après plusieurs années comme grossistes, les Enevoldsen démarrent leur propre entreprise en Thaïlande pour mieux contrôler la production.
Après plusieurs années, les Enevoldsen se concentrent sur la création de leurs propres bijoux et en 1989 l'entreprise commence à faire manufacturer ses propres modèles de bijoux en Thaïlande. Deux designers, Lone Frandsen et Lisbeth Larsen, ont joué un rôle important chez Pandora et ont contribué à la définition du concept et du style des bijoux.
La compagnie commercialise notamment des bagues, des colliers, des boucles d'oreilles, mais ses produits les plus appréciés sont les bracelets à petits pendentifs, les « charms » personnalisables, lancés en 2000. Ces bracelets auquel il est possible d'ajouter des charms, sont déclinables en différentes combinaisons. L'entreprise renouvelle plusieurs fois par an ses collections avec des éléments ayant un prix moyen d'une quarantaine d'euros en 2017.

## Salariés et sites de production
À la fin des années 1980, Pandora ouvre un premier atelier de fabrication de bijoux en Thaïlande. L'entreprise s'installe dans le pays en raison du savoir-faire joaillier local et des faibles coûts de production.

## Actionnariat et entrée en bourse
En 2008, la société de capital-investissement Axcel A/S (da) acquiert 59,3 % du capital de Pandora et devient son actionnaire majoritaire. Axcel, qui possède déjà des parts dans la marque de luxe Georg Jensen et dans la fabrique de porcelaine Royal Copenhagen, s'intéresse à Pandora en raison du succès rencontré par ses bracelets à charms et prépare son introduction en bourse.
Pandora entre à la bourse de Copenhague en octobre 2010 et est listée à l'indice OMX 20. Environ 40 % du capital de la société est mis en vente. Après l'introduction, sa capitalisation boursière s'élève à 33,7 milliards de couronnes (4,5 milliards d'euros). L'opération est l'une des plus importantes mises sur le marché de l'année en Europe.
Les bénéfices de la firme chutent durant l'année 2011, ce qui l'oblige à publier plusieurs avertissements sur résultat. En août, l'action a perdu 70 % de sa valeur depuis son introduction en bourse. La situation pousse le CEO Mikkel Vendelin Olesen au départ,. En fin d'année, le conseil d'administration et son président Allan Leighton (en) nomment le norvégien Björn Gulden. Il occupe le poste de CEO à partir de mars 2012. L'année suivante, il est recruté par Puma et Leighton lui succède au poste de CEO. Anders Colding Friis lui succède en 2014, puis le CEO actuel, Alexander Lacik, prend la tête du groupe en 2019 pour mettre en place le plan de relance de la marque

## Chiffre d'affaires et distribution

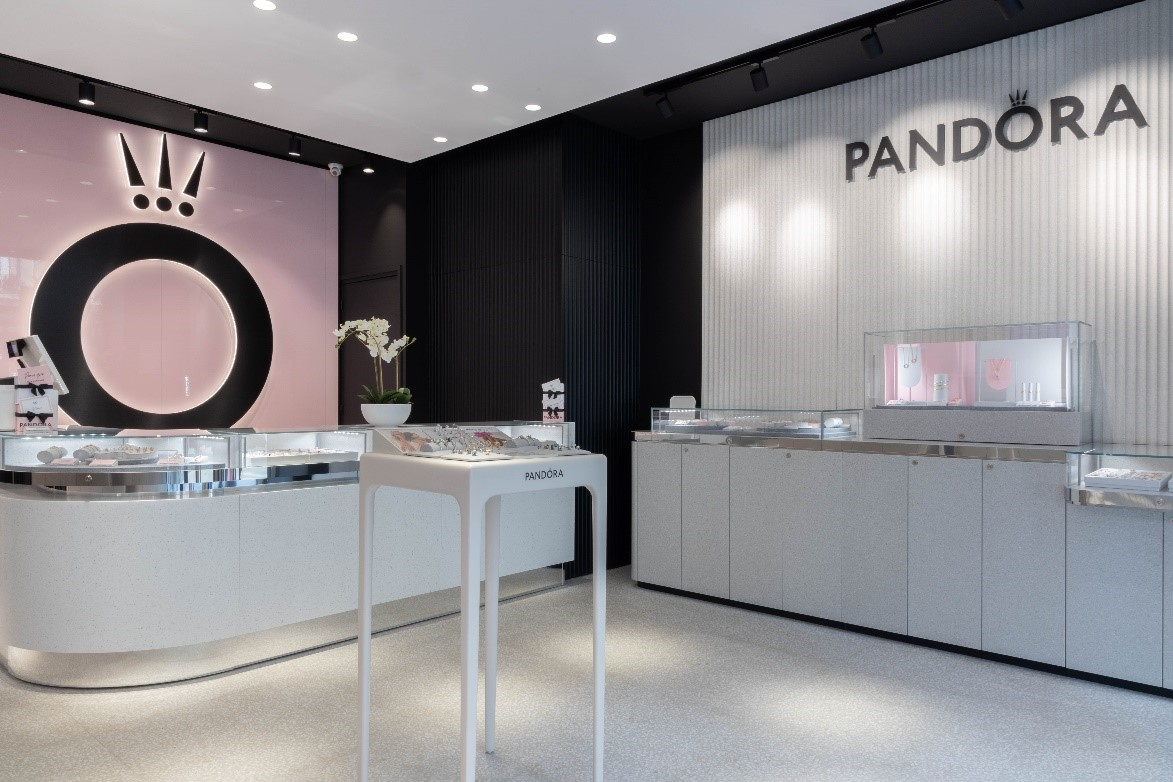
Boutique Pandora Evoke à Copenhague, Danemark.

Entre 2008 et 2009, le chiffre d'affaires de Pandora progresse de 1,9 à 3,5 milliards de couronnes danoises. L'année suivante, il s'établit à 6,6 milliards, en progression de 92 %. Entre 2021 et 2022, le chiffre d'affaires de Pandora progresse de 23,4 millions de couronnes danoises. Les ventes de bracelets personnalisables et de charms représentent 81 % du volume des ventes,.
Depuis la prise de participation d'Axcel, Pandora développe son propre réseau de distribution. En 2011, les produits sont vendus dans 55 pays et le réseau de distribution du bijoutier compte 10 000 points de vente dans le monde, dont 450 boutiques en nom propre,.
Pandora ouvre une filiale française en 2011 et étend son réseau dans le pays, autrefois confié à un distributeur. En 2012, le réseau français compte 250 points de vente souvent multimarques, ainsi que huit boutiques en nom propre puis 276 cinq ans plus tard dont 35 boutiques en propre et une quarantaine en franchise, pour environ une centaine de millions d'euros de chiffres d'affaires.
Fin 2022, la filiale française compte 88 boutiques en nom propre, 36 boutiques en franchises, 10 corners de grands magasins ainsi que 247 points de vente multimarques.

### Partenariat avec Disney
Le 12 août 2014, Pandora et Disney entament une alliance. En octobre de l'année suivante, Pandora étend son alliance commerciale avec Disney à partir de novembre 2015 pour inclure l'Asie-Pacifique dont l'Australie, la Chine et le Japon puis en 2017 en ajoutant l'Europe, l'Afrique et le Moyen-Orient. Depuis 2017, Pandora développe son partenariat avec Disneyland Paris où Pandora est distribué.

### Source
- Thiébault Dromard, « Le bijoutier Pandora déploie ses charmes », Challenges, no 526,‎ 15 juin 2017, p. 67 (ISSN 0751-4417)